# 배드 로봇 프로덕션스

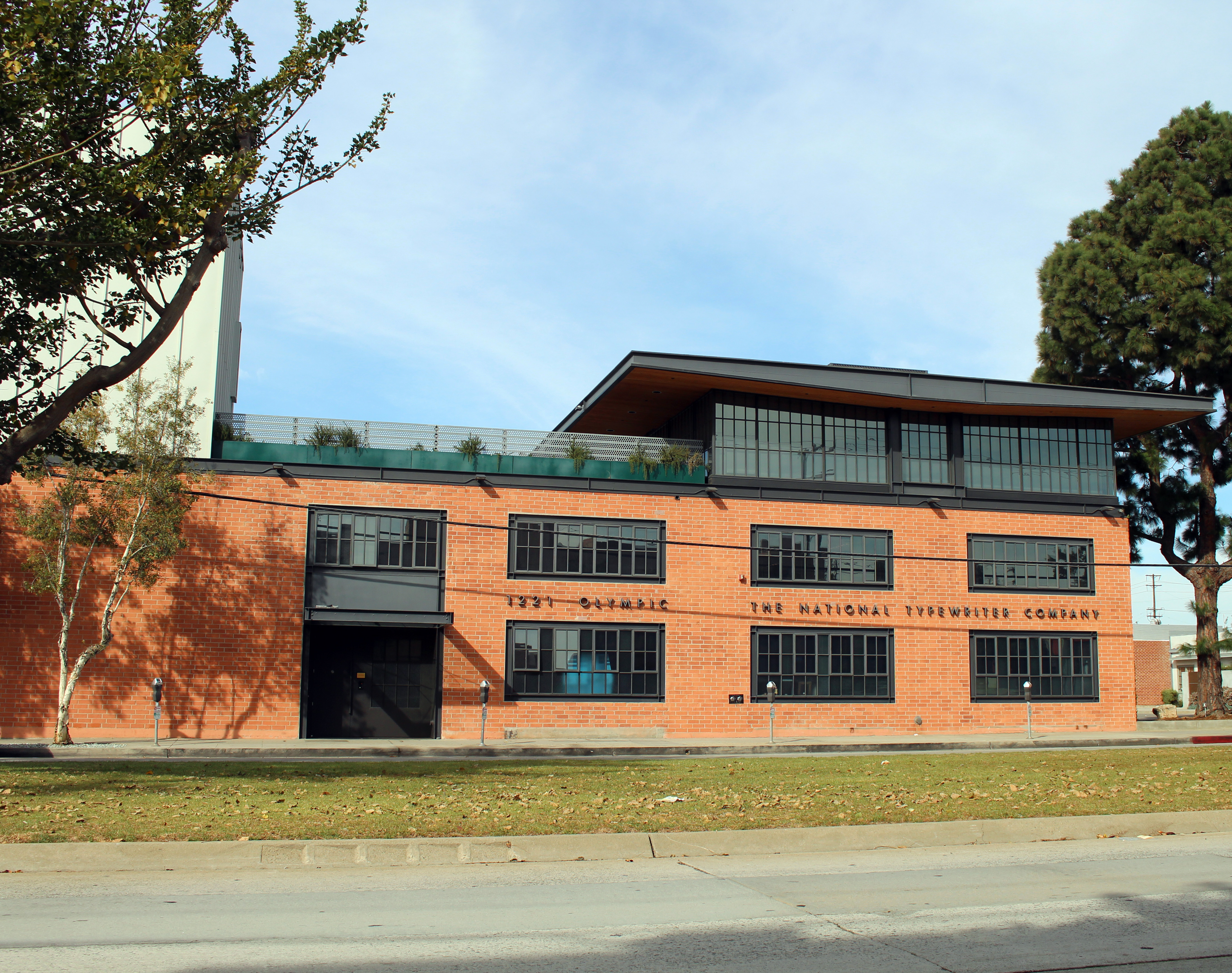

배드 로봇 프로덕션(Bad Robot Productions)은 1999년에 J. J. 에이브럼스가 설립한 영화 & TV 제작회사로 J. J. 에이브럼스가 회장직을 맡고 있으며 브라이언 버크는 부회장을 맡고 있다.
배드 로봇은 원래 터치스톤 픽처스의 자사였으나 2006년 J. J. 에이브럼스와의 계약에 따라서 파라마운트 픽쳐스, 유니버설 스튜디오, 컬럼비아 픽처스, 스크린 젬스, 월트 디즈니 픽처스, 워너 브라더스와 함께 분리되었다. 그 후 두 회사는 계약 해지 기일까지 식스 디그리스와 브라이언에 대해서를 제작해 동반자 역할을 계속 해왔다.
로봇이 튀어나오면서 "BAD ROBOT!" 목소리가 나오는 로고는 2001년에 제작되었다.

## 제작 작품

### 영화
| 개봉 연도      | 제목                             | 감독              | 제작비         | 흥행            |
| -------------- | -------------------------------- | ----------------- | -------------- | --------------- |
| 2001           | 캔디 케인                        | 존 달             | 2300만달러     | 3664만달러      |
| 2008           | 클로버필드                       | 맷 리브스         | 2500만달러     | 1억 7076만 달러 |
| 2009           | 스타 트렉: 더 비기닝             | J. J. 에이브럼스  | 1억 5000만달러 | 3억 8568만달러  |
| 2010           | 굿모닝 에브리원                  | 로저 미첼         | 4000만달러     | 5878만달러      |
| 2011           | 슈퍼 에이트                      | J. J. 에이브럼스  | 5000만달러     | 2억 5942만달러  |
| 2011           | 미션 임파서블: 고스트 프로토콜   | 브래드 버드       | 1억 4500만달러 | 6억 9305만달러  |
| 2013           | 스타 트렉: 다크니스              | J. J. 에이브럼스  | 1억 8500만달러 | 4억 5181만달러  |
| 2015           | 인피니틀리 폴라 베어             | 마야 포브스       | 670만달러      | 210만달러       |
| 2015           | 미션 임파서블: 로그네이션        | 크리스토퍼 매쿼리 | 150만달러      | 6827만달러      |
| 2015           | 스타 워즈: 깨어난 포스           | J. J. 에이브럼스  | 3억 600만달러  | 20억 6822만달러 |
| 2016           | 클로버필드 10번지                | 댄 트랙턴버그     | 1500만달러     | 1억 1020만달러  |
| 2016           | 스타 트렉 비욘드                 | 저스틴 린         | 1억 8500만달러 | 3억 4350만달러  |
| 2018           | 클로버필드 패러독스              | 줄리어스 오나     | 4500만달러     | 없음            |
| 2018           | 미션 임파서블: 폴아웃            | 크리스토퍼 매쿼리 | 1억 7800만달러 | 7역 9100만달러  |
| 2018           | 오버로드                         | 줄리어스 에이버리 | 3800만달러     | 4170만달러      |
| 개봉 예정 영화 |                                  |                   |                |                 |
| 2019           | 스타워즈: 라이즈 오브 스카이워커 | J. J. 에이브럼스  |                |                 |

## TV 시리즈
| 방영년도  | 제목                        | 특징                                                                           |
| --------- | --------------------------- | ------------------------------------------------------------------------------ |
| 1998-2002 | 펠리시티                    | 완결                                                                           |
| 2001–2006 | 앨리어스                    | 종료                                                                           |
| 2004–2010 | 로스트                      | 완결                                                                           |
| 2005      | 더 캐치                     | 파일럿만 방영 (정규 방영은 2005-2006 시즌에 방영할려 했으나 ABC에서 취소했다.) |
| 2006–2007 | 브라이언에 대해서           | 완결                                                                           |
| 2006–2007 | 식스 디그리즈               | 종료                                                                           |
| 2008–2013 | 프린지                      | 완결                                                                           |
| 2009      | 희망의 힘                   | 파일럿만 방영 (정규 방영은 2009-2010 시즌에 방영할려 했으나 HBO에서 취소했다.) |
| 2010      | 언더커버스                  | 종료                                                                           |
| 2011-2016 | 퍼슨 오브 인터레스트        | 완결                                                                           |
| 2012      | 알카트라즈                  | 종영                                                                           |
| 2012-2014 | 레볼루션                    | 종영                                                                           |
| 2013      | 올모스트 휴먼               | 종영                                                                           |
| 2014      | 빌리브                      | 종영                                                                           |
| 2016      | 웨스트월드: 인공지능의 역습 | 방영중                                                                         |